# 約翰 (拿騷-伊德施泰因伯爵)
約翰（Johann von Nassau-Idstein，1603年11月24日—1677年5月23日），拿騷-威爾堡伯爵路德維希二世之子，1629年起為拿騷-伊德施泰因伯爵。